# Polizeiruf 110: Kreise
Kreise ist ein Fernsehfilm aus der ARD-Krimireihe Polizeiruf 110. Der Film wurde im Auftrag des BR produziert und am 28. Juni 2015 erstmals im Ersten ausgestrahlt. Es ist der neunte Fall des Münchner Polizeiruf-Ermittlers Hanns von Meuffels.

## Handlung
An einem tschechischen Straßenstrich steigt ein Stricher in ein Auto. Nachdem sich dieses mit der blonden Fahrerin in Bewegung gesetzt hat, steigt diese einige Zeit später aus dem Wagen, um zu telefonieren. Der Stricher nutzt den unbeobachteten Moment und fährt mit dem Fahrzeug davon, nachdem er bemerkt hat, dass der Zündschlüssel steckt und eine größere Menge an Bargeld im Auto liegt.
Kriminalhauptkommissar Hanns von Meuffels wird am anderen Morgen zusammen mit seiner Kollegin Constanze Hermann zu einem Mordfall gerufen. Sie haben etwas Mühe den Tatort zu finden, der in einem abgelegenen Waldstück liegt. Nachdem sie die Leiche einer Frau unter einem Laubhaufen entdecken, fallen Constanze Hermann einige Merkwürdigkeiten auf. Zudem hat der Täter nicht nur sein Opfer so platziert, dass es bald gefunden werden musste, sondern auch noch dessen kleinen Hund getötet.
Die Tote war Eigentümerin einer lokalen Möbelmanufaktur und wurde mit einem dünnen Kabel erwürgt. Von Produktionsleiter Eberl erfahren die Ermittler, dass seine Chefin dabei gewesen war die Firma zu verkaufen und alle 72 Angestellten damit ihre Arbeit verloren hätten. Darüber zeigt er sich sehr erbost und gibt damit Hinweise auf ein mögliches Tatmotiv.
Jan Hoffer, der Sohn der Getöteten, gerät kurzfristig in den Fokus der Ermittlungen, was aufgrund eines stichhaltigen Alibis wieder verworfen werden muss. Dann findet sich jedoch eine Zeugin, die von einem vorbeifahrenden Zug aus die Tat beobachtet haben will. Sie sagt aus, den ihr gut bekannten roten Alfa Romeo auf dem Waldweg stehen und genau gesehen zu haben, wie Peter Brauer seine Ex-Frau erwürgt habe. Zudem hätte er den Hund nicht leiden können, was ihr als Tierärztin bekannt war.
Dadurch wird Brauer zum Hauptverdächtigen und in Untersuchungshaft genommen. Im Verhör wird von Meuffels klar, dass der sensible Brauer mehr an der kleinen Möbelfirma zu hängen scheint als seine Ex-Frau. Er hatte früher selbst dort gearbeitet und plante eine Rückkehr in die Firma, was bei einem Verkauf nicht mehr möglich gewesen wäre. Von Meuffels hat den Eindruck, dass Brauer auch hoffte, seine Frau zurückgewinnen zu können. Sollte sie sich dem verwehrt haben, wären beides starke Motive für einen Mord. Allerdings wird der am Tatort verschwundene Alfa Romeo nicht bei dem Verdächtigen gefunden.
Nachdem Brauer bemerkt, dass der Verdacht gegen ihn weiter besteht, räumt er plötzlich ein, seiner Frau am Tag ihres Todes in den Wald nachgefahren zu sein, um mit ihr zu reden. Sie seien dabei in Streit geraten und er hätte sie gewürgt. Danach sei sie in ihr Auto gestiegen und weggefahren. Überwachungsaufnahmen am Rand des Waldes bestätigen seine Aussage, was Brauer entlastet.
Unterdessen wird die Polizei in Tschechien auf den Stricher aufmerksam, der den gestohlenen Alfa Romeo verkaufen will. Als er sich überführt sieht, flieht er mit dem Auto und verunglückt dabei tödlich. Für von Meuffels scheint der Fall damit gelöst, doch seine erfahrene Kollegin Constanze Hermann hat Zweifel. Sie ist davon überzeugt, dass Brauer der Täter ist und zusammen mit seiner Ex-Freundin Nadja Bruns diese Tat geschickt geplant und durchgeführt hat. Bruns könnte den Stricher geködert haben, um ihm die Tat unterzuschieben. Doch zerschlägt sich diese Vermutung als feststeht, dass sich Bruns genau zum Zeitpunkt des Mordes im Krankenhaus einer Operation unterzogen hatte. Die Kommissarin ahnt nicht, wie dicht ihre Theorie an der Wahrheit lag. Nur hat nicht Bruns, sondern Brauer selber den Plan ausgeführt. Verkleidet mit Perücke und Sonnenbrille hat er den Stricher in das Auto gelockt und den Diebstahl desselben bewusst provoziert. Er gesteht die Tat, nachdem er aus der Untersuchungshaft entlassen wird und von Meuffels ihn noch einmal aufsucht. Dabei entdeckt der Kommissar ein dünnes Kabel, wie es zu dem Mord verwendet worden ist. Brauer scheint erleichtert, dass der Kommissar die Wahrheit herausgefunden hat und lässt sich widerstandslos festnehmen.

## Hintergrund
Kreise wurde von der Claussen+Wöbke+Putz Filmproduktion im Auftrag des BR vom 11. November 2014 bis 11. Dezember 2014 in München und Umgebung gedreht.
Dieser „Polizeiruf“ birgt Reminiszenzen an die Hochzeit der Musikboxen. Die in einer Kneipenszene für einen kurzen Moment zusammen mit dem gewählten Song ins Scheinwerferlicht rückte. „Heutzutage sind sie aber fast überall verschwunden. Ab und zu gibt es sie noch als Retro-Möbel. Da steckt dann aber ein Smartphone drin und man tut so als ob“, erläutert der Regisseur in einem Interview.
Zum Filmtitel äußert Petzold, er beschreibe: „Die Stabilität des Kreises, die den Ausbruch aus demselben so deutlich macht.“
Zu den in dem Film gespielten Liedern gehört I'm Not in Love von 10 CC und Ein Schiff wird kommen in der Fassung von Lale Andersen.

## Rezeption

### Kritiken
Rainer Tittelbach von tittelbach.tv kommt zu dem Urteil: „Ein ‚Polizeiruf 110‘ vom renommiertesten deutschen Autorenfilmer, der in seinen preisgekrönten Kinofilmen unversöhnlich deutsche Wirklichkeit seziert und dabei mit Vorliebe die Unvereinbarkeit von Geld, Glück und Gefühl als Grundthema durchscheinen lässt, wenn dieser Arthaus-Filmer par excellence einen Fernsehkrimi macht, dann darf man keinen klassischen TV-Genrefilm erwarten. […] Und so verzichtet er in ‚Kreise‘ auf die obligatorische ausgiebige Tatort-Begehung, keine erste Einschätzung des Gerichtsmediziners, nur ein kurzer Schwenk über den Leichenfund. Stattdessen wird man als Zuschauer zuvor Zeuge einer absurden Suche des Tatorts in Form einer angespannten Fahrt der Kommissare durchs Unterholz. […] ‚Kreise‘ ist spannend, weniger im Sinne eines Rätselkrimi-Plots, vielmehr dadurch, wie aus einer minimalisierten, auf variiert wiederkehrende Situationen bauenden Handlung sich nach und nach ein Krimi mit fast perfektem Mord herausschält. Der Film ist spannend, weil die reduzierten Dialogszenen so fesselnd sind, wie man es selten findet im deutschen Fernsehen. Und er ist ästhetisch anregend, weil er mit intelligenten, aufgeklärten Figuren agiert und mit einer Inszenierung aufwartet, in die sich des Öfteren auch schon mal eine Totale schleicht und die die nachdenklich-beobachtende Haltung des Kommissars vorzüglich trifft. “

„Das Tolle an Petzolds 'Polizeiruf'-Premiere: Auf den ersten, flüchtigen Blick wirkt das Münchner Unternehmersoziotop samt ödipal verstrahltem Söhnchen, Geliebter aus dem Milieu und gusseiserner Umzäunung der Familienvilla wie aus einer 'Derrick'-Folge. Doch dann entwickelt sich aus dem Ineinander von Gerüchten und Geschichten, von Offenbarungen und Referenzen eine komplexe Studie über Aufbegehren und Konformität.“

### Einschaltquoten
Die Erstausstrahlung von Kreise am 28. Juni 2015 wurde in Deutschland von 7,89 Millionen Zuschauern gesehen und erreichte einen Marktanteil von 25,7 % für Das Erste.